# Тоні Мортенссон
Тоні Мортенссон (швед. Tony Mårtensson; 23 червня 1980, м. Мерста, Швеція) — шведський хокеїст, центральний нападник. Виступає за «Луґано» у Національній лізі А. 
Вихованець хокейної школи RA73. Виступав за «Арланда Вінгс», «Брюнес» (Євле), «Анагайм Дакс», «Цинциннаті Майті-Дакс» (АХЛ), ХК «Лінчепінг», «Ак Барс» (Казань), СКА (Санкт-Петербург). 
В чемпіонатах НХЛ — 6 матчів (1+1). В чемпіонатах Швеції — 364 матчі (107+209), у плей-оф — 69 матчів (13+42).
У складі національної збірної Швеції учасник чемпіонатів світу 2006, 2007, 2008, 2009 і 2010 (45 матчів, 12+26). У складі молодіжної збірної Швеції учасник чемпіонату світу 2000. У складі юніорської збірної Швеції учасник чемпіонату Європи 1998. 
Досягнення
- Чемпіон світу (2006), бронзовий призер (2009, 2010)
- Володар Кубка Гагаріна (2009)
- Срібний призер чемпіонату Швеції (2007, 2008)
- Володар Кубка Шпенглера (2010)
- Учасник матчу усіх зірок КХЛ (2009)
- Переможець юніорського чемпіонату Європи (1998).